# Everson, Washington
Everson är en stad (city) i Whatcom County i delstaten Washington i USA. Orten har fått namn efter bosättaren Ever Everson. Vid 2010 års folkräkning hade Everson 2 481 invånare.